# Harry Lewis
Harry L. Lewis (Los Ángeles, 1 de abril de 1920 - Beverly Hills, 9 de junio de 2013) fue un actor secundario estadounidense y fue el fundador, junto con su esposa Marilyn, de la cadena de restaurantes "Hamburger Hamlet".

## Biografía
Lewis nació en Los Ángeles, California, en el Día de los Inocentes de 1920.

### Carrera
Su primer papel en el cine fue como un abanderado en Dive Bomber (1941). Fue puesto inmediatamente bajo contrato con Warner Bros., en donde hizo varias películas. Él es quizás mejor recordado por su papel de Edward "Toots" Bass, uno los secuaces de Edward G. Robinson, en Key Largo de 1948.
Otros papeles en películas pequeñas incluyen apariciones como mayordomo del Claude Rains en The Unsuspected (1947), Sheriff Clyde Boston en El demonio de las armas (Gun Crazy, 1950), y como un gánster en el episodio de Aventuras de Superman en la televisión "The Monkey Mystery" (1951). También tuvo un papel menor como esclavo en Los diez mandamientos de Cecil B. DeMille.

### Fallecimiento
Lewis murió el 9 de junio de 2013 a la edad de 93 años.